# Анисимович, Богдан
Богдан Анисимович (середина XVI века, Пинск — после 1601 года) — церковный писарь и певчий. Составитель Супрасльского Ирмологиона.
Родился и вырос в Пинске, затем стал внештатным певцом в Супрасльский монастырь. В 1630 году защищая униженного монаха, вступил в конфликт с ктитором монастыря Криштофом Ходкевичем и через некоторое время, был изгнан в грубой форме из монастыря. Дальнейшая судьба неизвестна.

## Супрасльский Ирмологион
В 1601 году составил Супрасльский Ирмологион, используя «научный» подход в составление ирмологиона, то есть отмечая происхождение мелодий и обязательно Супрасльского монастыря.
Интересовался греческой церковной музыкой, добавив множество греческий мелодий в сборник. Также он занимался украшением ирмологиона украсив её 5 монохромными миниатюрами и 16 заставками балканского типа. Для украшения первой страницы он использовал гравюру Франциска Скорины с изображением Солнца и новолуния.